# Selección de baloncesto de Túnez
La selección de baloncesto de Túnez es el equipo formado por jugadores de nacionalidad tunecina que representa a la Federación Tunecina de Baloncesto en las competiciones internacionales organizadas por la Federación Internacional de Baloncesto (FIBA) o el Comité Olímpico Internacional (COI): los Juegos Olímpicos, la Copa Mundial de Baloncesto y el AfroBasket.

## Historial

### Copa Mundial
Resultado General: 49.º puesto
| Copa Mundial de Baloncesto |
| --- |
| - 1950: No calificó - 1954: No calificó - 1959: No calificó - 1963: No calificó - 1967: No calificó - 1970: No calificó - 1974: No calificó - 1978: No calificó - 1982: No calificó - 1986: No calificó - 1990: No calificó - 1994: No calificó - 1998: No calificó - 2002: No calificó - 2006: No calificó - 2010: 24° Lugar - 2014: No calificó - 2019: 20° Lugar - 2023: No calificó - 2027: TBD |

### Juegos Olímpicos
| Baloncesto en los Juegos Olímpicos |
| --- |
| - Berlín 1936: No calificó - Londres 1948: No calificó - Helsinki 1952: No calificó - Melbourne 1956: No calificó - Roma 1960: No calificó - Tokio 1964: No calificó - México 1968: No calificó - Múnich 1972: No calificó - Montreal 1976: No calificó - Moscú 1980: No calificó - Los Ángeles 1984: No calificó - Seúl 1988: No calificó - Barcelona 1992: No calificó - Atlanta 1996: No calificó - Sídney 2000: No calificó - Atenas 2004: No calificó - Pekín 2008: No calificó - Londres 2012: 11° Lugar - Río 2016: No calificó - Tokio 2020: No calificó - París 2024: No calificó |

### AfroBasket
| Afrobasket | Afrobasket        | Afrobasket | Afrobasket        | Afrobasket | Afrobasket       |
| ---------- | ----------------- | ---------- | ----------------- | ---------- | ---------------- |
| 1962:      | No calificó       | 1964:      | 4° Lugar          | 1965:      | Medalla de plata |
| 1968:      | No calificó       | 1970:      | Medalla de bronce | 1972:      | 5° Lugar         |
| 1974:      | Medalla de bronce | 1975:      | 5° Lugar          | 1978:      | No calificó      |
| 1980:      | No calificó       | 1981:      | 6° Lugar          | 1983:      | No calificó      |
| 1985:      | 8° Lugar          | 1987:      | 5° Lugar          | 1989:      | 8° Lugar         |
| 1992:      | 7° Lugar          | 1993:      | 8° Lugar          | 1995:      | No calificó      |
| 1997:      | No calificó       | 1999:      | 5° Lugar          | 2001:      | 4° Lugar         |
| 2003:      | 6° Lugar          | 2005:      | 8° Lugar          | 2007:      | 6° Lugar         |
| 2009:      | Medalla de bronce | 2011:      | Medalla de oro    | 2013:      | 9° Lugar         |
| 2015:      | Medalla de bronce | 2017:      | Medalla de oro    |            |                  |

## Palmarés
- AfroBasket:
  -   Campeón (3): 2011, 2017, 2021
  -  Subcampeón (1): 1965
  -  Tercer lugar (4): 1970, 1974, 2009, 2015

- Campeonato Árabe de Baloncesto:
  -   Campeón (4): 1981, 1983, 2008, 2009
  -  Subcampeón (1): 2022
  -  Tercer lugar (4): 1991, 1992, 2002, 2007

- Juegos Africanos:
  -   Campeón (1): 1973
  -  Tercer lugar (1): 1978

- Juegos Panárabes:
  -  Tercer lugar (3): 1957, 1985, 1992

- Juegos Mediterráneos:
  -  Tercer lugar (1): 2013

- Copa Continental Stankovic:
  -  Subcampeón (1): 2018
  -  Tercer lugar (2): 2012, 2019